# Força elétrica
A força elétrica é uma força fundamental da natureza, manifestando-se na presença de uma carga elétrica sob efeito de um campo elétrico. É dada pela função vetorial
{\displaystyle \mathbf {F} =q\mathbf {E} }.
A chamada lei de Coulomb diz respeito à intensidade dessa força entre duas cargas elétricas puntiformes, isto é, de dimensões desprezíveis, quando colocadas em presença uma da outra.
Considere duas cargas elétricas puntiformes, Q1 e Q2, separadas por uma distância d. Se os sinais dessas cargas forem iguais, elas se repelem; se forem diferentes, se atraem.
A força elétrica é originada pela interação de uma carga elétrica com o campo elétrico produzido, por exemplo, por outras cargas elétricas, que podem ter sinal positivo ou negativo. Esta força pode ser de repulsão ou atração, conforme os sinais das cargas: se de sinais contrários elas se atraem, mas as de sinais iguais se repelem.

## História
No século XVIII Benjamin Franklin descobriu que as cargas elétricas colocadas na superfície de um objeto metálico podem produzir forças elétricas elevadas nos corpos no exterior
do objeto, mas não produzem nenhuma força nos corpos colocados no interior.
No século anterior Isaac Newton já tinha demonstrado de forma analítica que a força
gravítica produzida por uma casca oca é nula no seu interior. Esse resultado é consequência
da forma como a força gravítica entre partículas diminui em função do quadrado da
distância.
Concluiu então Franklin que a força elétrica entre partículas com carga deveria ser também
proporcional ao inverso do quadrado da distância entre as partículas. No entanto, uma
diferença importante entre as forças elétrica e gravítica é que a força gravítica é sempre
atrativa, enquanto que a força elétrica pode ser atrativa ou repulsiva:
- A força elétrica entre duas cargas com o mesmo sinal é repulsiva.

- A força elétrica entre duas cargas com sinais opostos é atrativa.

Vários anos após o trabalho de Franklin, Charles Augustin de Coulomb fez experiências para estudar
com precisão o módulo da força eletrostática entre duas cargas pontuais.A lei de Coulomb estabelece que o módulo da força elétrica entre duas cargas pontuais
é diretamente proporcional ao valor absoluto de cada uma das cargas, e inversamente
proporcional à distância ao quadrado.
A determinação quantitativa da força elétrica era fator imprescindível para a evolução da eletrostática.
No século XVIII, foram feitos questionamentos sobre a maneira com que a intensidade da força elétrica alterava-se com a variação da distância e com a intensidade da carga elétrica de cada um dos corpos. A interação elétrica entre cargas elétricas sempre ocorre aos pares, ao mesmo tempo e com a mesma intensidade. Segue o princípio da ação e reação.

## Lei de Coulomb

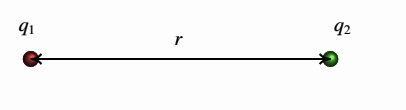
Duas cargas pontuais, separadas por uma distância r

### Indução por relações de proporcionalidade
Verifica-se experimentalmente que o módulo {\displaystyle F} da força elétrica entre duas partículas carregadas é linearmente proporcional às suas cargas elétricas, {\displaystyle q_{1}} e {\displaystyle q_{2}}. Isto é:
{\displaystyle F\propto q_{1}} e {\displaystyle F\propto q_{2}}.
Além disso, verifica-se a lei do inverso do quadrado da distância como verdadeira para a interação entre cargas elétricas, assim como é na interação gravitacional. Ou seja:
{\displaystyle F\propto {\frac {1}{r^{2}}}}.
em que {\displaystyle r} é a distância entre as duas cargas puntiformes.
Combinando as relações de proporcionalidade e adicionando a constante de proporcionalidade {\displaystyle k_{0}}, válida para a situação de vácuo entre as duas partículas, obtém-se a lei de Coulomb em módulo:
{\displaystyle F={k_{0}}{\frac {q_{1}q_{2}}{r^{2}}}}.

### Demonstração da lei de Coulomb a partir da lei de Gauss
No caso de uma carga puntiforme, a lei de Gauss permite calcular o campo elétrico criado por essa carga através de sua forma integral:
{\displaystyle \oint _{S}\mathbf {E} \cdot \mathrm {d} \mathbf {A} ={\frac {q_{1}}{\varepsilon _{0}}}},
em que E é o vetor campo elétrico dA é o vetor infinitesimal de área, q1 é a carga da partícula que produz o campo e {\displaystyle \varepsilon _{0}} é a constante elétrica. Pela simetria radial, pode-se calcular a integral de superfície trivialmente, já que é equivalente à superfície de esfera que envolve a carga concentricamente. Portanto, pela simetria radial da esfera, o campo elétrico não depende da área, podendo ser retirado da integral:
{\displaystyle \mathbf {E} \oint _{S}\mathrm {d} \mathbf {A} ={\frac {q_{1}}{\varepsilon _{0}}}}.
Mas a integral que resta resulta ser a área de superfície de uma esfera de raio r, portanto:
{\displaystyle \mathbf {E} \oint _{S}\mathrm {d} \mathbf {A} =\mathbf {E} .(4\pi r^{2}\mathbf {\hat {r}} )}
Portanto:
{\displaystyle \mathbf {E} .(4\pi r^{2}\mathbf {\hat {r}} )={\frac {q_{1}}{\varepsilon _{0}}}}
{\displaystyle \mathbf {E} .(\mathbf {\hat {r}} )={\frac {q_{1}}{4\pi \varepsilon _{0}.r^{2}}}}
Fazendo o produto escalar dos dois lados da igualdade pelo versor {\displaystyle \mathbf {\hat {r}} } para eliminá-lo do lado esquerdo (já que {\displaystyle \mathbf {\hat {r}} .\mathbf {\hat {r}} =1}):
{\displaystyle \mathbf {E} .(\mathbf {\hat {r}} .\mathbf {\hat {r}} )={\frac {q_{1}}{4\pi \varepsilon _{0}r^{2}}}.\mathbf {\hat {r}} }
{\displaystyle \mathbf {E} ={\frac {q_{1}}{4\pi \varepsilon _{0}r^{2}}}.\mathbf {\hat {r}} }
Pela definição de campo elétrico:
{\displaystyle \mathbf {F} =q_{2}.\mathbf {E} }
{\displaystyle \mathbf {F} ={\frac {1}{4\pi \varepsilon _{0}.K}}{\frac {q_{1}q_{2}}{r^{2}}}\mathbf {\hat {r}} } ou {\displaystyle \mathbf {F} ={\frac {k_{0}}{K}}{\frac {q_{1}q_{2}}{r^{2}}}\mathbf {\hat {r}} }

Placas carregadas de um capacitor plano de placas paralelas produzem um campo elétrico uniforme

Em que q1 e q2 são as intensidades das cargas, r é a distância entre elas e K é a constante dielétrica do meio que existir entre as duas cargas. A constante dielétrica do vácuo é exatamente igual a 1, e a constante do ar é muito próxima desse valor; assim, se entre as cargas existir ar, K pode ser eliminada na equação.
No sistema internacional de unidades, o valor k0 da constante de Coulomb é: {\displaystyle k_{0}={\frac {1}{4\pi \varepsilon _{0}}}=9\times 10^{9}{\frac {N.m^{2}}{C^{2}}}}
Outros meios diferentes do ar têm constantes dielétricas K sempre maiores que o ar; consequentemente, a força elétrica será mais fraca se as cargas pontuais forem colocadas
dentro de um meio diferente do ar.
Sabemos que há atração e repulsão entre corpos. Verificamos também que essa interação se dá a distância. Tal interação chamamos de força elétrica.